# Marjeta Marija Alakok
Sveta Marjeta Marija Alakok, pripadnica ženskega reda sester vizitatink (francosko Marguerite-Marie Alacoque) (1647-1690), je bila francoska rimokatoliška redovnica in mistikinja, ki je bila prva resnejša pobudnica čaščenja presvetega Srca Jezusovega.

## Življenje
Marjeta je pri četrtem letu starosti naredila zaobljubo, da želi življenje posvetiti Devici Mariji, čeprav se takrat še ni zavedala, kaj je pravzaprav naredila. Kot osemletno dekle je odšla v vzgojni zavod sester klaris urbanijank v mesto Charolles (izg. Šarol), kjer se je z vso ljubeznijo in predanostjo posvetila molitvenemu življenju. Vendar se je morala že leta 1657 zaradi bolezni vrniti nazaj v domačo hišo. In ko je v začetku 70-ih let končno vstopila v samostan kot preprosta marijanska sestra, redovnica, je bila izpostavljena številnim preizkušnjam, da dokaže pristnost svojega poklica in njenih videnj Marije in Jezusa. Na začetku poti je bila večkrat zavrnjena, tudi s strani njenih predstojnikov v samostanu, ker ni uspela prepričati teologov takratnega časa, da ima pristna videnja. Izjema je bil duhovnik Claude de la Colombière, ki jo je podprl in je bil pozneje razglašen za svetnika. Pobožnost čaščenja Srca Jezusovega je bila uradno priznana šele 75 let po Marjetini smrti. V papeški okrožnici Miserentissimus Redemptor, z dne 8. maja 1928, je poskušal papež Pij XI. popraviti škodo, ki se je naredila z ne-čaščenjem Srca Jezusovega in v njej je izjavil, da je Jezus večkrat manifestiral sebe v pogovorih s sv. Marjeto Marijo Alakok.

### Zgodnje življenje
Marjeta se je rodila leta 1647 v L'Hautecour, (izg. Lotkúr), ki je zdaj del občine Verosvres (izg. Verovr) (departma Saône-et-Loire), takrat pa v Vojvodini Burgundiji, kot edina hči okrajnega kraljevega notarja Clauda in matere Philiberte Alacoque, rojene Lamyn, ki sta že pred njo imela 4 sinove. Že v njenem zgodnjem otroštvu je Marjeta opisana kot otrok, ki ima za svojo igro najraje mir in tišino, ob tem pa goji močno ljubezen do Najsvetejšega zakramenta.
Po prejemu zakramenta prvega obhajila pri devetih letih, je pričela s težkimi telesnimi vajami, z mrtvičenjem in postenjem, vse dokler je ni revmatična mrzlica priklenila na posteljo za naslednja štiri leta. Ob koncu tega težkega obdobja, je naredila zaobljubo k Devici Mariji, da se bo posvetila verskemu življenju. Takoj je bila čudežno ozdravljena. Ko je videla, kaj se ji je zgodilo s trenutkom dane zaobljube, si je k svojemu krstnemu imenu Marjeta dodala še ime Marija. Ko so se ji začela pojavljati videnja Jezusa Kristusa, je bila prepričana, da je to normalen del človeške izkušnje in je nadaljevala s prejšnjo prakso strogosti in odrekanja do svojega telesa.
Marjeta je že v mladih letih izgubila očeta in družinsko premoženje je prešlo v last nekega njegovega sorodnika, kateri pa je zavrnil pravico do dedovanja, ker se je zavedel, da bi s tem ubogo družino zajela revščina. V tem času je bila njena edina tolažba pogosta molitev pred Najsvetejšim v bližnji cerkvi. Ko je dopolnila 17 let, jo je njena mati spodbujala, da bi bolj zahajala v družbo, v upanju, da bi si našla primernega moža. Iz poslušnosti in prepričanja, da njena otroška zaobljuba ni več zavezujoča, je začela spremljati svoje starejše brate pri družabnih dogodkih, hodila na plese in zabave.
Neke noči se je pozno vrnila domov z razkošnega plesa in ob tem doživela ponovno videnje Kristusa, ranjenega in okrvavljenega, ki ji je očital njeno pozabljivost. Razkošno se je razdajala posvetnemu življenju, medtem ko je bilo njegovo srce polno ljubezni samo zanjo zaradi dane zaobljube. Kot rezultat tega videnja, je bila odločitev, da izpolni svojo zaobljubo in je 25. maja 1672, pri skoraj 24-ih letih, odšla v samostan h kontemplativnim sestram vizitantkam (sestre reda Obiskovanja svete Marije), znane tudi pod imenom sestre Salezijanke, v Paray-le-Monialu, da postane sestra redovnica.

### Samostansko življenje
Marjeta je bila izpostavljena številnim poskusom, da dokaže pristnost svojega redovnega poklica. Že 25. avgusta 1671 naj bi prejela redovno obleko (habit), vendar so ji predstojniki to odrekli za dobo še enega leta, samo da se v tem času potrdi njena pristnost. Njeni vrstniki so jo opisali kot ponižno, preprosto in odkrito osebo, predvsem pa vsestransko in potrpežljivo. Navsezadnje je le bila 6. novembra 1672 sprejeta v red, kljub temu, da je predstojniki niso videli kot najbolj spretno in pripravno za učenje.

## Videnja
V tem samostanu je Marjeta prejela več privatnih razodetij Srca Jezusovega, prvič 27. decembra 1673, in zadnje 18 mesecev kasneje. Videnja so ji pokazala neko novo obliko krščanske pobožnosti, ki je v povezavi s prejemanjem svetega obhajila na:
- prvi petek v mesecu,
- pobožnost evharističnega čaščenja ob četrtkih in
- praznovanje Srca Jezusovega.[15]

Izjavila je, da ji je bilo v enem od videnj naročeno, da morajo verniki vsak četrtek preživeti vsaj eno nočno uro v premišljevanju Jezusovega trpljenja v vrtu Getsemani. Praksa takšnega premišljevanja je kasneje postala razširjena med katoličani.
Na god sv. Janeza, 27. decembra 1673, Marjeta poroča, da ji je Jezus dovolil nasloniti njeno glavo na svoje srce, tako kot svojemu učencu apostolu Janezu (Jn 13,21-25), da se spočije na njegovih prsih (Jn 21,20-24). Ob tem ji je razodel čudež njegove neizmerne ljubezni, ko ji pove, da želi, da bi bila ta ljubezen znana vsemu človeštvu iz katere bi prejemali neizmerne zaklade Božje milosti.
Sčasoma je Marjeta uspela prepričati svoje nadrejene, najprej predstojnico samostana, da so začeli poslušati njena pripovedovanja o videnjih in kaj vse ji je Jezus govoril. Ni pa zmogla prepričati skupine teoloških profesorjev, da bi verjeli prikazovanjem, ki jih je bila deležna, niti ni bila uspešna pri mnogih članih lastne redovne skupnosti. Prav preko njih je veliko pretrpela, zlasti ko je doživljala neizmerne bolečine zavračanja in ignoriranja sovrstnikov v skupnosti. Sčasoma je dobila podporo sv. Clauda de la Colombièreja, ki je bil jezuit in spovednik njene samostanske skupnosti ravno v letih, ki je imela najpristnejša videnja in razodetja. Leto 1683 je bilo odločilno zanjo in za širjenje čaščenja Srca Jezusovega, ko je bila za novo predstojnico samostana imenovana sestra prednica Melin in le-ta je za svojo namestnico imenovala Marjeto Marijo Alakok. Kasneje je postala predstojnica in magistra novink. 21. junija 1686 začnejo vse sestre v omenjenem samostanu redno častiti Srce Jezusovo, dve leti kasneje pa je v Paray-le-Monialu zgrajena prva javna kapela v čast Presvetemu Srcu Jezusovemu.
Marjeta Marija Alakok je umrla 17. oktobra 1690.

### Štiri velika videnja
Iz njenih zapisov poznamo štiri velika videnja, ki jih je bila deležna:
1. prvič se ji je Jezus razodel na praznik sv. Janeza Evangelista, 27. decembra 1673, med molitvijo pred Najsvetejšim;
2. na nek prvi petek v mesecu, v prvi polovici leta 1674;
3. sledilo je videnje 2. julija, na praznik obiskanja Device Marije, prav tako leta 1674;
4. in zadnje veliko videnje, ki ga je doživela v osmini praznika Svetega Rešnjega Telesa, leta 1675;[22]

## Čaščenje
Po smrti sv. Marjete so s čaščenjem Srca Jezusovega nadaljevali jezuiti. Kmalu so se znotraj Cerkve pojavile polemike v zvezi s tovrstno pobožnostjo. Praksa čaščenja je postala redna šele 75 let po njeni smrti.
Precej let so se vlekle dolge razprave o resničnem poslanstvu in pristnosti Marjetinih videnj. Vsa njena aktivnost, njena videnja, njena duhovnost, njeni nauki o predanosti Srcu Jezusovemu, kamor jo lahko štejemo za tovrstnega apostola, vse to je bilo podvrženo najstrožjemu in natančnemu pregledu in globokim teološkim debatam; na koncu vsega tega pa je kongregacija za nauk vere pozitivno glasovala o junaških krepostih te Božje služabnice. Marca 1824 je papež Leon XII. dovolil njeno čaščenje. Ko je bil julija 1830 odprt njen grob, so opazili, da je truplo nestrohnjeno. In 18. septembra 1864 jo je papež Pij IX. razglasil za blaženo. Sedaj njeno telo počiva pod stranskim oltarjem v kapeli prikazovanj, ki se nahaja v samostanu sester vizitantk v Paray-le-Monialu. Mnogi romarji s celega sveta, ki so se ji prišli poklonit in priporočit na njen grob, so bili deležni različnih milosti in blagoslovov.
Marjeto je razglasil za svetnico papež Benedikt XV. leta 1920, devet let pozneje (1929) je bila vpisana v liturgični koledar, kjer se je njen god obhajal 17. oktobra, dan po njeni smrti. Z liturgično prenovo bogoslužnega koledarja, ki se je izvršila po II. vatikanskem koncilu 1969. leta, se njen god obhaja 16. oktobra, en dan pred smrtjo.

### Dvanajst obljub Srca Jezusovega
Papež Pij XI. je 8. maja 1928, v svoji okrožnici Miserentissimus Redemptor, potrdil stališče Cerkve o verodostojnosti njenih videnj Jezusa Kristusa. S tem pa tudi obljuba, ki jo je Jezus dal sv. Marjeti M. Alakok, da bodo vsi verni dobili milost končnega spreobrnjenja in srečno smrt.
Marjetin zapis besedila La Devotion au Sacré-Coeur de Jesus (Pobožnost čaščenja Srca Jezusovega), je posthumno objavil J. Croiset leta 1698, ki je hitro postalo priljubljeno med katoličani.
Večkrat je sv. Marjeta M. Alakok v pomoč mariologom, kot dokaz, kako je lahko predanost Devici Mariji tudi pot do usmiljenega Jezusovega Srca, kar se poveže s kristologijo in posledično s čaščenjem njegovega Srca.
Iz njenih zapisov videnj in iz biografije se je oblikovalo 12 obljub Srca Jezusovega.
1. Dal jim bom vse milosti, ki jih potrebujejo v svojem stanu.
2. Naklonil bom mir njihovim družinam.
3. Tolažil jih bom v trpljenju.
4. Varno zavetje jim bom v življenju, posebno ob smrtni uri; tisti, ki bodo meni posvečeni, se ne bodo pogubili.
5. Dal jim bom obilen blagoslov pri vsem delovanju.
6. Grešniki bodo našli v mojem Srcu vir in neizmerno morje usmiljenja.
7. Mlačni bodo postali goreči.
8. Goreči bodo hitro dospeli do velike popolnosti.
9. Bogato bom blagoslovil kraje in skupnosti, kjer bodo izpostavili in častili podobo mojega presvetega Srca; ponovno bom zedinil sprte družine in pomagal družinam v kakršnikoli stiski, če se bodo z zaupanjem obračale name.
10. Tistim, ki delajo za rešitev duš in prisrčno častijo moje Srce, bom dal, da bodo spreobrnili tudi najbolj trdovratne grešnike, če bodo prisrčno častili moje Srce in to čaščenje širili med ljudmi.
11. Imena tistih, ki bodo širili to čaščenje, bodo neizbrisno zapisana v mojem Srcu.
12. Tistim, ki bodo zaporedoma devet prvih petkov pobožno prejeli sveto obhajilo, obljubljam milost končnega spreobrnjenja in srečno smrt; ne bodo umrli v nemilosti in brez zakramentov; moje Božje Srce jim bo v zadnjem trenutku varno pribežališče.

## Popularnost sv. Marjete

### EnciklikaHaurietis aquas
Papež Pij XII. v encikliki Haurietis aquas, ki je najlepši in teološko najbolje izdelani dokument cerkvenega učiteljstva o srcu Jezusovemu, (z dne 15. maj 1956) opisuje Marjetina videnja s temi besedami:
Jasno je, da razodetja, ki jih je prejela sv. Marjeta, niso prinesla nič novega katoliškemu nauku. Njihov pomen pa je v tem, da je Kristus Gospod – ko je pokazal svoje presveto Srce – hotel na izreden način priklicati ljudem v spomin misterij premilostljive ljubezni Božje do človeškega rodu, ki ga ta premišljuje in časti. S tem posebnim razodetjem je Kristus jasno in ponovno pokazal svoje Srce kot simbol, po katerem bi se ljudje privabili k spoznanju in priznanju njegove ljubezni; obenem ga je postavil tudi kot znamenje in poroštvo usmiljenja in milosti za potrebe Cerkve v naših časih.

### Cerkve posvečene sv. Marjeti M. Alakok
Po svetu je tej svetnici posvečenih veliko cerkva (podružnic ali župnijskih). Naštejmo jih le nekaj:
- župnijska cerkev Harrisburgu v Pensilvaniji;
- župnijska cerkev Lomita (Long Beach) v Kaliforniji;
- župnijska cerkev na Ringer Road v St. Louisu, Misuri;
- cerkev sv. Marjete Marije Alakok v Rimu;[28]

### Kapele posvečene sv. Marjeti M. Alakok
V Sloveniji je prisotnih nekaj oltarjev, ki so posvečeni tej svetnici. Tako najdemo njej posvečeno stransko kapelo v župnijski cerkvi sv. Cecilije v Celju; v župnijski cerkvi Lurške Matere Božje v Polšniku se prav tako nahaja stranski oltar posvečen tej svetnici.

### Svetovna književnost
V literarnem delu Dubliners (Ljudje iz Dublina) irskega romanopisca Jamesa Joycea se nahaja krajša zgodba z naslovom Evelina, kjer je omenjenih dvanajst Jezusovih obljub sv. Marjeti. Le-te se nahajajo kot okras v nekem stanovanju irske družine na prelomu 20. stoletja; ta zabeležka kaže, da je svetnica priljubljena med irskimi katoličani.
Dostojevski poskuša v romanu Zločin in kazen najti odgovor na nenehno prepletanje Boga, morale, ljubezni, zla, trpljenja in odrešenja; v vse to pa skrito vpleta dvanajst Jezusovih obljub, ki jih je prejela sv. Marjeta.